# Bình nguyên Hoa Bắc

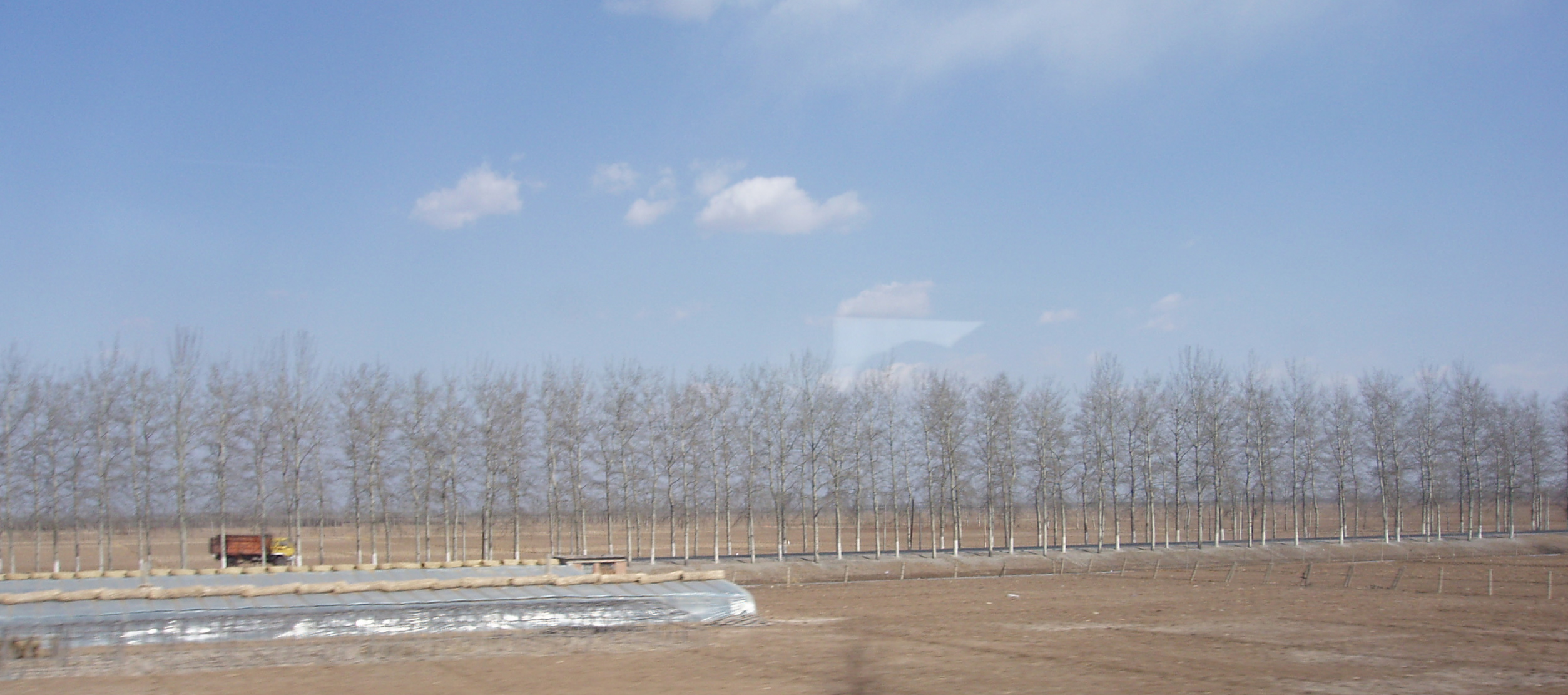
Cảnh tượng bình nguyên Hoa Bắc vào mùa đông

Bình nguyên Hoa Bắc hay đồng bằng Hoa Bắc (giản thể: 华北平原; phồn thể: 華北平原; bính âm: Huáběi Píngyuán, Hán Việt: Hoa Bắc bình nguyên) được tạo thành từ trầm tích của Hoàng Hà và là đồng bằng phù sa lớn nhất tại Đông Á, đây là nơi phát tích và phát triển của dân tộc và văn minh của Trung Quốc. Bình nguyên có giới hạn ở phía bắc là Yên Sơn và phía tây là Thái Hành Sơn. Ở phía nam, nó giao với Bình nguyên Trung hạ du Trường Giang. Từ đông bắc đến đông nam, bình nguyên lần lượt giáp với Bột Hải, vùng cao nguyên của bán đảo Sơn Đông, và Hoàng Hải. Hoàng Hà chảy qua trung tâm của bình nguyên rồi đổ ra Bột Hải.
Dưới đập Tam Môn Hạp và đập Tiểu Lãng Để ở thung lũng sông cuối cùng trước khi vào bình nguyên Hoa Bắc, một đồng bằng rộng lớn đã dần được tạo ra từ phù sa Hoàng Hà trong hàng thiên niên kỉ. Bình nguyên Hoa Bắc trải rộng ra phần lớn các tỉnh Hà Nam và Hà Bắc và Sơn Đông và hợp với đồng bằng Trường Giang ở phía bắc hai tỉnh Giang Tô và An Huy. Hoàng Hà uốn khúc qua vùng đồng bằng phì nhiêu và đông dân cư trước khi đổ ra Bột Hải. Đây là một trong các vùng nông nghiệp quan trọng nhất của Trung Quốc với các loại cây trồng như ngô, lúa miến, lúa mì vụ đông, rau, và bông.
Phần phía nam của bình nguyên theo thói quen thường được gọi là Trung Nguyên (tiếng Trung: 中原; bính âm: Zhōngyuán), cái nôi của nền văn minh Trung Hoa. Bình nguyên có diện tích 409,500 kilômét vuông (158,109 dặm vuông Anh), hầu hết diện tích có chiều cao không quá 50 mét (160 ft) so với mực nước biển. Thủ đô Bắc Kinh nằm ở rìa đông bắc của bình nguyên, Thiên Tân, một thành phố công nghiệp và cảng biển quan trọng, nằm ở bờ biển phía đông bắc.

## Tiểu vùng

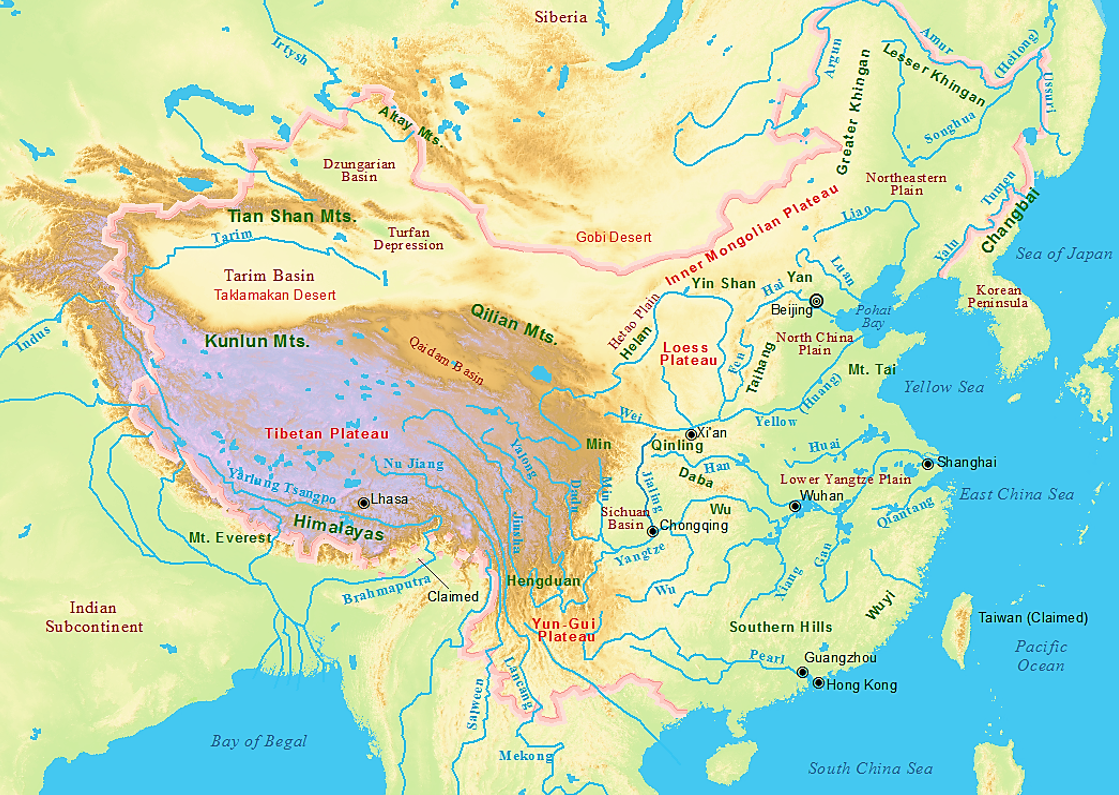
Bình nguyên Hoa Bắc do Hoàng Hà và các sông khác bồi đắp nên

Căn cứ vào đặc điểm khác nhau của các khu vực, có thể chia bình nguyên Hoa Bắc thành 4 á bình nguyên:
1. Bình Nguyên hạ du Liêu Hà, có ranh giới là Sơn Hải Quan, tạo thành do trầm tích phù sa của Liêu Hà, có nhiều đầm lầy, có nơi bị nhiễm mặn, nhiệt độ bình quân thấp, song vào mùa hè có thể trồng lúa gạo, các cây lượng thực chủ yếu là lúa miến, lúa gạo và ngô.
2. Bình nguyên Hải Hà ở phía nam của Yên Sơn, phía bắc Hoàng Hà và phía đông của Thái Hành Sơn. Bình nguyên do trầm tích phù sa của Hải Hà và Hoàng Hà tạo nên, do vậy cũng gọi là bình nguyên Hoàng Hải. Đây là khu vực sản xuất lương thực và sợi bông trọng yếu của Trung Quốc, từ năm đến bắc cả thảy dài 500 km nên còn gọi là "Thiên Lý bình nguyên". Các cây lương thực chủ yếu là lúa mì, ngô.
3. Bình nguyên Hoàng Phiếm, nằm giữa bình nguyên Hải Hà và bình nguyên Hoài Bắc, do trầm tích phù sa Hoàng Hà tạo nên, có nhiệt độ cao, thích hợp cho các cây trồng chống cát ưa nhiệt sinh trưởng. Các cây trồng chính là bông, lạc, lúa gạo...
4. Bình nguyên Hoài Bắc, ở phía bắc Hoài Hà, phía nam khu Hoàng Phiếm, do các trầm tích từ các trận lũ lụt của Hoàng Hà và Hoài Hà bồi đắp nên, có nhiệt độ cao, tài nguyên nước dồi dào. Trước đây thường phải hứng chịu các trận lũ lụt của Hoàng Hà, lắng động dòng chảy Hoài Hà, khiến nạn đói xảy ra thường xuyên. Về sau, Hoài Hà được nạo vét và bình nguyên Hoài Bắc trở thành khu vực sản xuất lúa gạo chủ đạo của Trung Quốc.

## Ý nghĩa lịch sử
Địa lý của vùng bình nguyên Hoa Bắc đã có ảnh hưởng sâu sắc đến văn hóa và chính trị. Không giống như các khu vực ở phía nam của Trường Giang, bình nguyên không bị chia cắt nhiều bởi các dãy núi và có khá ít sông, và do vậy việc liên lạc bằng ngựa là khá nhanh chóng. Kết quả, ngôn ngữ tương đối đồng nhất, tương phản với tình trạng có nhiều ngôn ngữ hay phương ngữ ở miền nam Trung Quốc. Ngoài ra, nhờ có khả năng thông tin liên lạc nhanh chóng nên trung tâm chính trị của Trung Quốc có xu hướng được đặt ở đây.
Do đất đai màu mỡ của vùng bình nguyên Hoa Bắc dần dần chuyển sang vùng thảo nguyên và sa mạc ở Trung Á nên không có ranh giới tự nhiên giữa các vùng, bình nguyên dễ dàng bị xâm lược từ Trung Á, Bắc Á và Mãn Châu và điều này đã thúc đẩy việc xây dựng Vạn Lý Trường Thành.
Mặc dù đất đai của bình nguyên Hoa Bắc màu mỡ song khí hậu lại khó tiên định trước và là nơi giao nhau của luồng khí ẩm từ Thái Bình Dương và luồng khí khô từ vùng nội địa châu Á. Điều này khiến bình nguyên dễ bị lũ lụt cũng như hạn hán. Hơn nữa, sự bằng phẳng của đồng bằng sẽ khiến nó phải hứng chịu các trận lụt lớn khi các công trình thủy lực bị hư hỏng. Nhiều sử gia cho rằng yếu tố này đã thúc đẩy sự phát triển của một nhà nước Trung Quốc tập trung hóa nhằm quản lý các kho thóc, bảo trì các công trình thủy lực và chống lại các bộ lạc du mục.